# Bl’ast!
A Blast (Bl'ast!-ként stilizálva) amerikai hardcore punk/punk együttes.

## Története
1983-ban alakultak a kaliforniai Santa Cruzban. Első nagylemezüket 1986-ban jelentették meg. Mára már csak Clifford Dinsmore énekes és Mike Neider gitáros a két olyan tag, akik a kezdettől fogva képviselik a zenekart. Első albumukat még az ismeretlen, független "Green World Records" jelentette meg, a második és a harmadik lemezeiket már a punk zenekarokra szakosodott SST Records dobta piacra, a 2013-ban és 2014-ben megjelentetett nagylemezeiket pedig a Southern Lord Records adta ki.
1991-ben feloszlottak, tagjai pedig új együtteseket alapítottak, "Blackout" illetve "LAB" neveken. 2001-ben újból összeálltak, koncertezés céljából, majd 2013-tól újra aktívak.

## Diszkográfia
Stúdióalbumok
- The Power of Expression (1986)
- It's in My Blood (1987)
- Take the Manic Ride (1989)
- Blood! (2013)
- The Expression of Power (2014)

Egyéb kiadványok
- School's Out! (Alice Cooper feldolgozás, kislemez, 1987)[1]
- Bad Medication Demo (1989)[1]
- Whirlwind (demó, 1991)[2]
- For Those Who Graced the Fire (EP, 2015)
- Blast / Eyehategod split (2016)